# Lexicon van de Muziek in West-Vlaanderen

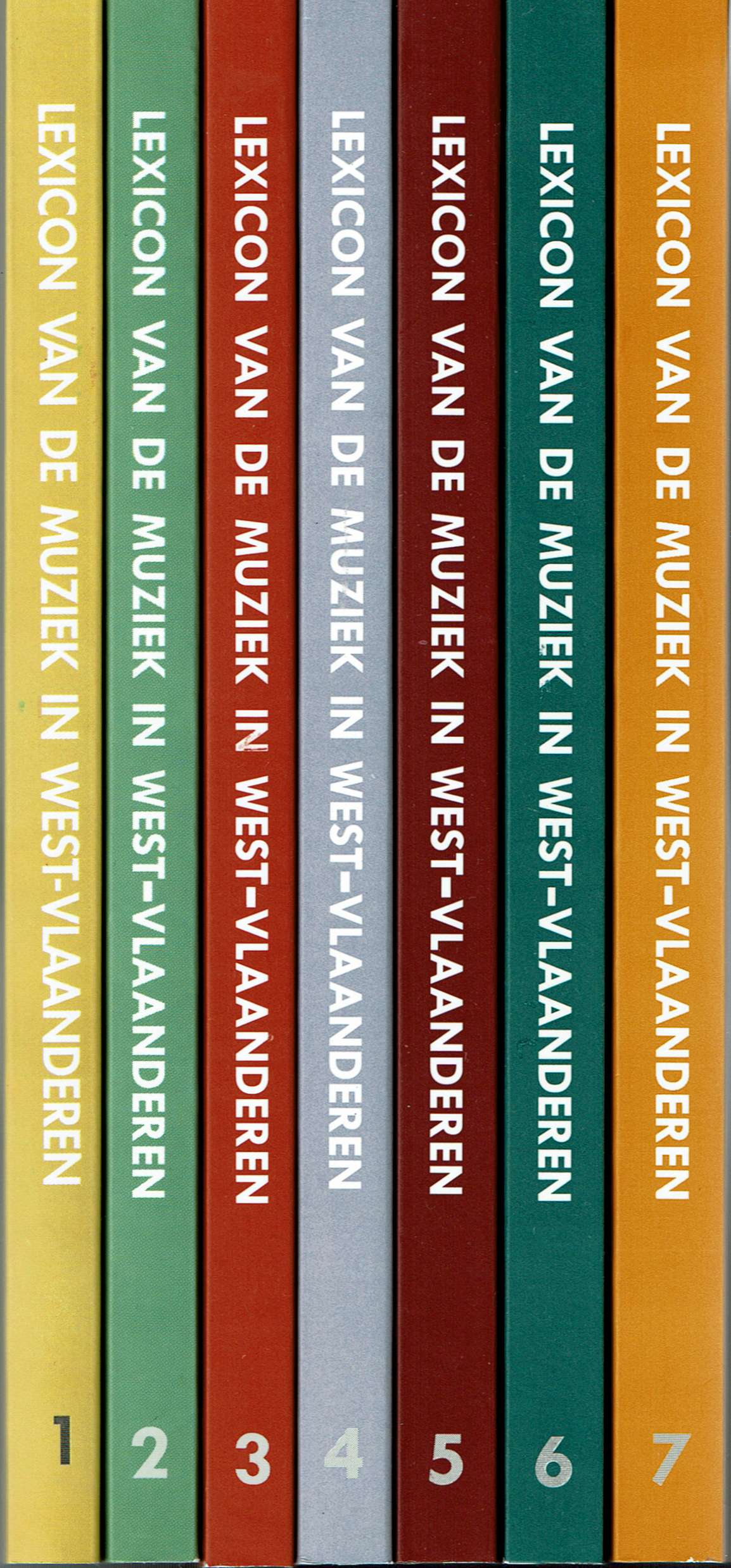

Lexicon van de Muziek in West-Vlaanderen is een naslagwerk in zeven delen (2002 tot 2006) gepubliceerd door de Vereniging van West-Vlaamse Schrijvers.

## Geschiedenis
Een naslagwerk gewijd aan de muziek in West-Vlaanderen, beperkte zich niet tot de huidige provincie, maar nam de historische provincie als basis, waar delen van Frans-Vlaanderen en Zeeuws-Vlaanderen toe behoorden.
Het opzoekingsterrein was uitgebreid: klassieke muziek, lichte muziek, jazz, wereldmuziek, pop, rock. Alle musici die in West-Vlaanderen zijn geboren, die in deze provincie hebben gewoond of een rol hebben gespeeld in het muzikale leven binnen deze provincie, hebben er hun plaats. Dit geldt ook voor orkesten, koren, popgroepen, jazzensembles.

## De zeven delen
- Deel 1 (Brugge, 2000). Naast het naslagdeel met 185 lemma's, behelst dit deel: 
  - Luc LANNOO, West-Vlaanderen, een veelvoud aan bisdommen.
  - Marc PEIRE, Zeventiende en achttiende eeuw. De Zuidelijke Nederlanden: muzikale verduistering en heropbloei.
  - Yves KNOCKAERT, Muziek in West-Vlaanderen in de twintigste eeuw.
  - Sim SIMONS, Jazz, een complex begrip.
  - Francis PIETERS, Hafabra in West-Vlaanderen.
- Deel 2 (Brugge, 2001). Naast het naslagdeel met 193 lemma's, behelst dit deel:
  - Stefaan VAN VOLCEM, West-Vlaamse festivals met rock-, pop-, folk- en wereldmuziek.
  - Stefaan TOP, Vlaamse volksliedcultuur.
  - Jan DEWILDE, Guido Gezelle en de muziek.
  - Ann Casier, Oostende als muzikale Koningin der Badsteden (1852-1914).
- Deel 3 (Brugge, 2002). Naast het naslagdeel met 193 lemma's, behelst dit deel:
  - Jaak MAERTENS, Het geïnstitutionaliseerd-gespecialiseerd muziekonderwijs.
  - Luc DELANGHE, Het deeltijds kunstonderwijs.
  - Paul HANOULLE, Jeugdmuziekateliers.
  - Francis Pieters, De militaire muziek in West-Vlaanderen.
  - Roger HESSELS, Marktzangers in West-Vlaanderen.
  - Jef KLAUSING, Het lied van de Vlaamse Vissers.
- Deel 4 (Brugge, 2003). Naast het naslagdeel met 187 lemma's, behelst dit deel:
  - Bruno BOUCKAERT, Het muziekleven in West-Vlaanderen in de late middeleeuwen en de renaissance.
  - Christian-Adolphe WAUTERS, Beeldende kunst en muziek in Werst-Vlaanderen.
  - Luc LANNOO, Negen eeuwen orgelbouw in West-Vlaanderen.
  - Frank DELEU, Beiaarden in West-Vlaanderen.
  - Norbert HOSTYN & Jaak MAERTENS, Muziek in het Oostendse Kursaal tijdens het interbellum en in de stadsschouwburg van 1945 tot 1953.
- Deel 5 (Brugge, 2004). Naast het naslagdeel met 187 lemma's, behelst dit deel:
  - Wim CHIELENS, Vlaamse volksmuziek, folk & wereldmuziek.
  - Jan DEWILDE, West-Vlaamse thema's verklankt.
  - Stefaan VAN VOLCEM, Clubcircuit: professionalisering sector 'niet-klassieke hedendaagse muziek' loont.
  - Jaak MAERTENS, Jaak Maertens en de grote wedstrijd van Rome in de muzikale compositie.
- Deel 6 (Brugge, 2005). Naast het naslagdeel met 234 lemma's, behelst dit deel:
  - Antoon DEFOORT, Het koorleven in West-Vlaanderen na 1950.
  - Jaak MAERTENS, West-Vlaanderen en de internationale muziekwedstrijd koningin Elisabeth.
  - Jan DEWILDE, Het muziekleven in West-Vlaanderen in de negentiende eeuw.
  - Frank Deleu, Klokkengieters in West-Vlaanderen.
- Deel 7 (Brugge, 200§); Naast het naslagdeel met 302 lemma's, behelst dit deel:
  - Frank DELEU & Antoon DEFOORT, Muziekbeleid van de provincie West-Vlaanderen.
  - Jos WEWILLE, Een bloeiende muziekvorm in West-Vlaanderen, de Operette.

## Auteurs
Antoon Defoort werd de algemeen redacteur van de reeks. De commissieleden waren Frank Deleu, Jos Demol, Paul Hanoulle, Luc Lannoo, Jaak Maertens, Liesbeth Spreeuwen, Marie-Paule Wouters. 
De redacteurs van afzonderlijke lemma's waren: Ann Casier, Antoon Defoort, Jos Dermuls, Jan Desmet,  Jan Dewilde, Alfons Dewitte, Luc Leytens, Luc Lannoo, Jaak Maertens, Francis Pieters, Liesbeth Spreeuwen, Jos Lewille, Stefaan Van Volcem, Christian-Adolf Wauters.